# O.C. Hooymeijer
Onno Casper (O.C.) Hooymeijer (Vlaardingen, 4 maart 1958) is een Nederlandse beeldend kunstenaar.

## Biografie
Hooymeijer rondde in 1981 zijn opleiding af aan de Academie voor Beeldende Kunsten in Rotterdam.
In 2021 won Hooymeijer de Friese Gerrit Benner Prijs.

## Werken
Na 1981 volgden vele series kunstwerken, zoals Red Light District, Indian Portraits en Contemporary 17th Century Portraits. Werken uit deze eerste series waren o.a. te zien bij Reflex Modern Art Gallery te Amsterdam, Museum Jan (voorheen Museum Jan van der Togt) te Amstelveen en Smelik & Stokking Galleries in 's-Gravenhage en Amsterdam. Zijn kunstwerk O.C. Hooymeijers Panorama van Amsterdam werd in 2002 geëxposeerd door het Amsterdams Historisch Museum als onderdeel van de tentoonstelling Liefde te Koop. In de periode 2009 – 2012 maakte hij series Misbruik, Katholiek Misbruik en De Verering.
In zijn werk stond de mens lange tijd centraal. In zijn series The Great Exotic Birdshow (2014), de Wondere Vogelwereld van O.C. Hooymeijer (2016) en De niet-bestaande vogels van Europa (2018) maakte de mens plaats voor de vogel. Net als bij zijn eerdere werk springen de thematische aanpak, expressionistische stijl en omlijsting in het oog. Tijdens exposities van deze series maakte hij onder andere gebruik van geur en geluid, met als doel de kijker een ’totaalbeleving’ te bieden.
In 2018 opende hij aan het Voetpad te Spanga (Friesland) de Kijkhut voor de niet-bestaande Vogels van de Rottige Meenthe. Hij bouwde deze vogelkijkhut niet om 'gewone' vogels te spotten, maar om zijn eigen, niet-bestaande exemplaren te observeren. De kijkhut is een kunstwerk, maar dient tevens als schuil- en rustplek voor wandelaars en fietsers.
Als - naar eigen zeggen - 'verzinner' schreef hij twee boeken over niet-bestaande vogels. De Nieuwe Gids voor de niet-bestaande Vogels van Europa bereikte in 2019 de shortlist van de Jan Wolkers Prijs.
Tussen 31 augustus 2020 en 25 oktober 2021 had hij een wekelijkse column in het dagblad Trouw. Deze columns zijn gebundeld verschenen in Van Aarsvink tot Zeebreker (2022).

## Publicaties
- De Kleine Gids voor de niet-bestaande Vogels van Europa (2016)
- De Nieuwe Gids voor de niet-bestaande Vogels van Europa (2019)
- Van Aarsvink tot Zeebreker (2022)

- RKD-Nederlands Instituut voor Kunstgeschiedenis: 39656